# Hanna-Jursch-Preis
Der Hanna Jursch-Preis ist ein Preis, mit dem herausragende wissenschaftlich-theologische Arbeiten aus der Perspektive von Frauen gewürdigt werden. Eine achtköpfige Jury aus wissenschaftlicher Theologie und kirchlicher Praxis schlägt alle zwei Jahre dem Rat der Evangelischen Kirche in Deutschland einen Preisträger vor.
Die Auszeichnung ist nach Hanna Jursch (1902–1972) benannt, der ersten Frau, die einen Lehrstuhl an einer theologischen Fakultät einer deutschen Universität innehatte. Die Preisverleihung findet in der Regel an der ehemaligen Wirkungsstätte von Hanna Jursch, der Friedrich-Schiller-Universität in Jena, statt. Davon abgewichen wurde unter anderem 2012, wo am Ort der Preisträgerin in der Philipps-Universität Marburg die Übergabe gefeiert wurde. Der Preis ist mit 5.000 Euro dotiert (Stand 2020). Seit 2014 wird auch ein Nachwuchspreis vergeben, der mit 1.000 Euro dotiert ist.

## Ausgezeichnete Arbeiten
- 2001/2002 Hannelore Erhart, Ilse Meseberg-Haubold und Dietgard Meyer[3][4][5] – Katharina Staritz (1903–1953). Von der Gestapo verfolgt, von der Kirchenbehörde fallengelassen. Dokumentation Band 1: 1903–1942, Neukirchen-Vluyn 1999, ISBN 978-3-7887-1682-0
- 2003 Christiane Kohler-Weiß[6] – Schutz der Menschwerdung. Der Schwangerschaftsabbruch als Thema der evangelischen Ethik. Gütersloh 2003 ISBN 978-3-579-05413-1
- 2005 Britta Konz[7][8] – Bertha Pappenheim: Ein weiblich-jüdisches Projekt der Moderne? Die religiöse Grundlegung von Frauenemanzipation, sozialer Arbeit und Pädagogik. (Dissertation, veröffentlicht unter dem Titel Bertha Pappenheim (1859–1936). Ein Leben für jüdische Tradition und weibliche Emanzipation. Frankfurt New York 2006, ISBN 978-3-593-37864-0)
- 2007 Elisabeth Naurath[9] – Mit Gefühl gegen Gewalt. Mitgefühl als Schlüssel ethischer Bildung in der Religionspädagogik.
- 2009 Regina Sommer[10] – Von der Bereitung zum Leben – Impulse für eine Theologie und Praxis der Kindertaufe unter Einbeziehung der Elternperspektive.
- 2011 Ruth Poser[11] – Es stand dort geschrieben: Tiefstes Wehklagen, Ach und Weh (Ezechiel 2,10b): Das Ezechielbuch als Trauma-Literatur.
- 2015 Ulrike Witten[12] – Diakonisches Lernen an Biographien.
- 2017/18 Aliyah El Mansy[13] – Exogame Ehen. Die traditionsgeschichtlichen Kontexte von 1 Kor 7,12-16.
- 2019/20 Sarah Jäger[14] – Bundesdeutscher Protestantismus und Geschlechterdiskurse 1949–1971. Eine Revolution auf leisen Sohlen.
- 2021/22 Anna Löw – Das Motiv der Schöpfung als Geburt durch JHWH.
- 2023/24 Florence Häneke – Was mich lebendig macht – Eine Studie zu queerer pastoraler Identität. Caroline Teschmer – Perspektiven einer körpersensiblen Religionspädagogik des Jugendalters.